# Kobra and the Lotus (Album)
Kobra and the Lotus ist das 2012 erschienene zweiten Studioalbum der kanadischen Heavy-Metal-Band Kobra and the Lotus.

## Entstehung
Die Band nahm das Album ursprünglich zwischen Februar und April 2011 mit dem Musikproduzenten Julius Butty auf und reiste anschließend für eine Tournee durch Großbritannien nach Europa. Die Managerin der Gruppe, Susan Bullen, hatte Kontakt mit verschiedenen Schallplattenfirmen aufgenommen und einem Manager der Firma Universal Music Group, Mark Spicoluk, Demos einiger vorproduzierter Lieder vorgespielt. Spicoluk nahm an, dass Gene Simmons möglicherweise Interesse an einer Verpflichtung der Gruppe für sein Label Simmons Records hätte, und empfahl ihm die Band. Im Laufe der Woche meldete sich Simmons bei Bullen und machte sein Interesse an einer Verpflichtung deutlich.
Nachdem sie unterschrieben hatte, kehrte die Band im Januar und Februar 2012 ins Studio zurück, um unter Anleitung von Kevin Churko vier zusätzliche Titel aufzunehmen. Churko überarbeitete auch die bisher aufgenommenen Titel.
Als Singles wurden die Titel Welcome to my Funeral, Forever One und 50 Shades of Evil veröffentlicht. Zu allen drei Liedern wurden auch Videoclips produziert.

## Titelliste
- 3:21 – 50 Shades of Evil – (Kobra Paige, Timothy Brown)
- 3:56 – Welcome to my Funeral – (Paige)
- 3:35 – Forever One – (Paige, Marc Bressette, Kevin Churko, Kane Churko, Brown)
- 4:08 – Heaven’s Vains – (Paige, Bressette)
- 4:05 – My Life – (Paige, Brown)
- 4:21 – Nayana – (Paige)
- 4:48 – Sanctuary – (Paige, Chris Swenson)
- 4:16 – Lover of the Beloved – (Paige, Swenson)
- 4:39 – No Rest for the Wicked – (Paige, Swenson)
- 4:41 – Aria of Karmika – (Paige)
- 4:40 – Dark Passenger (Bonustrack der Download-Version)

## Rezeption
Andreas Himmelstein vom deutschen Magazin Rock Hard schrieb über das Album, die Kanadier hätten „ohne Frage das Zeug dazu, zu den richtig guten Female-Fronted-Metal-Bands zu zählen.“ Sängerin Kobra Paige habe „dank Gesangsausbildung ordentlich Schmackes in den Stimmbändern,“ und die Instrumental-Fraktion deute immer wieder an, dass sie „bei den Achtziger-Metal-Acts im Allgemeinen und den US-amerikanischen Vertretern der Szene wie Chastain, Vicious Rumors oder Iced Earth im Besonderen“ ziemlich gut zugehört habe. Allerdings würde der „vollkommen überambitioniert auf zeitgemäß getrimmte, künstliche Plastiksound den ursprünglichen Metal-Spirit“ nahezu komplett töten, und bei den Harmonien und Arrangements finde sich „immer wieder zu viel Kitsch und Pathos,“ was man bei „weiblichen Vocals in erster Linie mit Bands wie (frühen) Evanescence oder Lacuna Coil“ verbinde. Himmelstein nennt das Album „unterm Strich so gerade noch okay“ und damit ziemlich knapp vor „Braucht kein Schwein!“.
Metal Hammer schrieb, es sei „zu begrüßen, dass sich in letzter Zeit immer mehr Damen hinter die Mikrofone“ klemmten. Dies gelte „insbesondere im Falle der kanadischen Newcomer Kobra And The Lotus,“ denn es gebe „ganz ohne trendbewusstes Eso-Gesülze oder symphonischen Tapetenkleister die volle Power Metal-Breitseite mit simplen Mitsing-Refrains und Doppel-Leads.“ Die Ursprünge des Sounds lägen „klar zwischen Maiden und Priest“, jedoch trügen „die Songs einen deutlich moderneren Anstrich.“ Im Mittelpunkt des Albums stehe Sängerin Brittany "Kobra" Paige, deren „kräftige Stimme im Mix leider einen Tick zu weit in den Vordergrund gerückt“ worden sei. Dadurch bleibe der Rest der Band blass, verrichte jedoch die zugetragenen Aufgaben „unauffällig und solide.“ Trotz „Abstrichen in der Produktion“ könne die Gruppe dank Songs wie der ersten Single Welcome To My Funeral bei „Freunden klassischer Iced Earth-Sounds offene Türen einrennen.“